# Alice in Chains (album)
Alice in Chains – trzeci album studyjny amerykańskiego zespołu muzycznego Alice in Chains, wydany 7 listopada 1995 nakładem wytwórni Columbia. Procesem produkcji zajął się Toby Wright. Sesja nagraniowa trwała od kwietnia do sierpnia 1995 w Bad Animals Studio w Seattle. Płytę promowały trzy single – „Grind”, „Heaven Beside You” i „Again”, z czego pierwsza i ostatnia z kompozycji uzyskały nominacje do nagrody Grammy w kategorii Best Hard Rock Performance.
25 listopada 1995 album zadebiutował na najwyższej pozycji w zestawieniu Billboard 200. 18 stycznia 1996 otrzymał od kanadyjskiej organizacji Music Canada status platynowej płyty, za sprzedaż 100 tys. kopii. 4 marca 1997 Recording Industry Association of America przyznała płycie certyfikat 2-krotnej platyny w Stanach Zjednoczonych, po przekroczeniu progu sprzedaży 2 milionów egzemplarzy.

## Kontekst
Po wydaniu minialbumu Jar of Flies w styczniu 1994, Staley udał się na leczenie odwykowe do Hazelton Clinic w Minnesocie, spowodowane uzależnieniem od heroiny. W lipcu zespół planował ruszyć w trasę koncertową Shit Hits the Sheds Tour wraz z Danzig, Fight i Suicidal Tendencies, występując jako support przed grupą Metallica oraz zagrać w sierpniu na festiwalu w Woodstock, jednak gdy Staley przyszedł na jedną z prób będąc pod wpływem narkotyków, Kinney odmówił dalszej chęci grania z wokalistą. „Byliśmy jak cztery rośliny, próbujące rosnąć w tej samej doniczce” – relacjonował Cantrell na łamach „Rolling Stone’a”. Jeden dzień przed rozpoczęciem wspólnego tournée, zespół odwołał swój udział, będąc zastąpionym przez Candlebox. Kinney: „Nie byliśmy wtedy ze sobą szczerzy. Gdybyśmy dalej to ciągnęli, byłoby spore prawdopodobieństwo, że pożarlibyśmy się na trasie, a zdecydowanie nie chcieliśmy, by coś takiego wydarzyło się publicznie”. Muzycy zrezygnowali z uczestnictwa w ceremonii Rock and Roll Hall of Fame. Z uwagi na narastające wewnątrz zespołu napięcie i konflikty, podjęli decyzję o przerwie w działalności. Za pośrednictwem rzecznika wystosowali oświadczenie dla prasy. W rozmowie z „Hit Parader” rzecznik grupy przyznał, że członkowie zespołu potrzebują czasu na uporanie się z własnymi problemami. „Alice in Chains to zespół posiadający tyle talentu, że będzie prawdziwą tragedią, jeśli nie będzie miał szansy realizacji swojego potencjału”.
W trakcie przerwy w działalności, Cantrell rozpoczął przygotowania do nagrań solowego albumu. W październiku 1994 Staley dołączył do supergrupy Mad Season, powstałej z inicjatywy gitarzysty Pearl Jam, Mike’a McCready’ego. Skład uzupełnili perkusista Screaming Trees, Barrett Martin i basista John Baker Saunders. Muzycy zrealizowali album studyjny Above, i zagrali krótką trasę, w trakcie której zarejestrowali koncertowe wideo Live at The Moore. Cantrell: „Myślę, że album ten jest cholernie dobry. Kiedy po raz pierwszy go usłyszałem, byłem zazdrosny jak cholera. To było tak, jakby ktoś podprowadził ci twoją dziewczynę. Ale po tej reakcji początkowej, zobaczyłem ich na żywo w Moore Theatre, i byłem z nich tak dumny, że prawie się rozpłakałem, kiedy widziałem jak grali, a potem się wkurzyłem, bo nie grałem z nimi (…) Rozmawiałem z Layne’em wiele na temat tej płyty. Była to dla niego bardzo dobra sprawa, bo dzięki temu pozbył się wielu złych rzeczy ze swojej głowy (…) Żywię do niego najwyższy szacunek za to co zrobił. Layne w najpiękniejszy sposób wśród ludzi jakich znam, mówi o strasznych rzeczach”.
Inez zrealizował z supergrupą Slash’s Snakepit debiutancki album It’s Five O’Clock Somewhere, i zagrał trasę promującą. Na przełomie 1994 i 1995 Cantrell odbywał próby przygotowujące do nagrania solowego albumu. Pracował przy pomocy Scotta McCulluma, perkusisty Gruntruck. Materiał rejestrowany był przez technicznego Cantrella, Darrella Petersa. Następnie trafił on do Ineza i Kinneya. Muzyk zarezerwował trzy miesiące w Bad Animals Studio. Wiosną do zespołu został zaproszony Staley. W jednym z wywiadów wokalista przyznał, że „wszyscy czuliśmy się rozbici i mieliśmy poczucie jakbyśmy się nawzajem zdradzili”.

## Nagrywanie

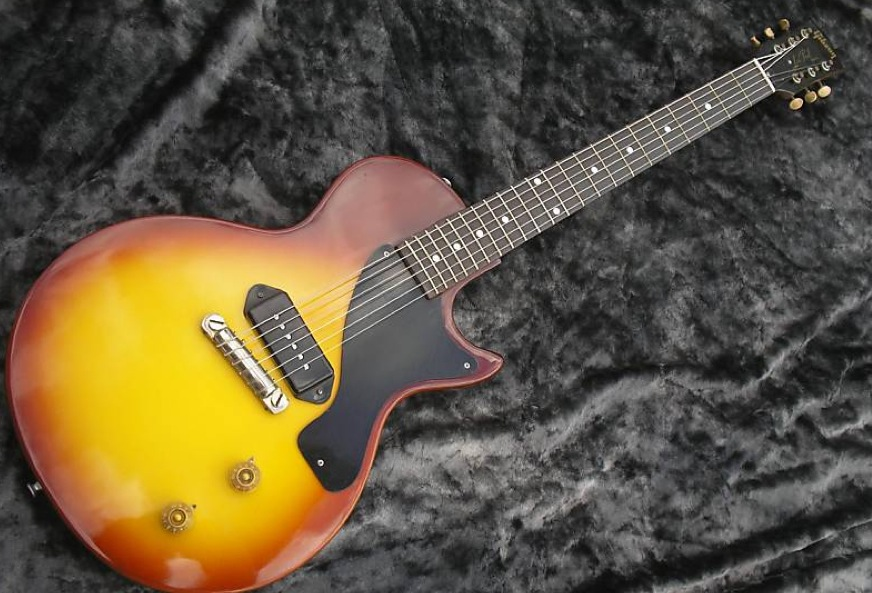
Cantrell korzystał m.in. z modelu Gibson Les Paul Junior, będącego własnością Nancy Wilson z Heart

Przed rozpoczęciem procesu nagrań, Cantrell zadzwonił do producenta Toby’ego Wrighta z propozycją współpracy. „Chciał iść do studia by nagrać album, ale inni członkowie zespołu nie byli tym zainteresowani. Mike, basista, zawsze wyrażał chęć, ale Layne i Sean w tym czasie nie chcieli, więc Jerry zadzwonił do mnie i zaprosił do swojego domu, abyśmy mogli popracować nad materiałem na jego solowy album. Powiedziałem: «świetnie, zróbmy to». Kiedy tam dotarłem, miał już napisany numer «Grind» i kilka innych rzeczy, zarejestrowanych na magnetofonie ADAT. Więc zaczęliśmy prace nad albumem” . Roboczy tytuł planowanej płyty brzmiał Jerry’s Kids. W owym czasie Staley współpracował przy projekcie Mad Season.
Wiosną, za namową Wrighta, wokalista i Kinney dołączyli do Cantrella na etapie wczesnych prac. Członkowie zespołu wynajęli Bear Creek Studio w Woodinville w stanie Waszyngton, gdzie przez tydzień pracowali nad wersjami demo. W trakcie sesji powstał utwór „Frogs”. Cantrell: „Nad jeziorem były naprawdę fajne, głośne pieprzone żaby, więc wystawialiśmy nasze mikrofony na zewnątrz i nagrywaliśmy je. Kosztowało nas to 10 tys. dolarów”.
Sesja rozpoczęła się w kwietniu 1995. Muzycy nagrywali w systemie zmianowym. Cantrell i Inez swoje partie rejestrowali rano, następnie Staley, a na końcu Kinney. Prace trwały po 12 godzin dziennie. Z uwagi na częstą nieobecność Staleya w studiu, prezes wytwórni Columbia, Don Ienner, w rozmowie z Wrightem zagroził, że proces zostanie wstrzymany, jeśli sytuacja nie ulegnie zmianie.
Przy rejestrowaniu partii perkusji, Wright, pełniący z Tomem Nellenem obowiązki inżyniera dźwięku, korzystał z modeli mikrofonów Sennheiser MD 421 i AKG D-12, zamontowanych na dużym bębnie, D-12 na tom-tomach i 414s nad zestawem. Na górnej części bębna małego zastosowano 451 i 57, na dole 441 . W przeciwieństwie do perkusistów nagrywających swoje partie z metronomem, w celu zachowania odpowiedniego tempa, Kinney zrezygnował z tej techniki. Według Wrighta grał w „wolnym stylu” . Cantrell w trakcie sesji korzystał ze wzmacniaczy Bogner i Marshall, a także Peavey 5150, gitar G&L (G&L Rampage), Gibson Les Paul (52 Goldtop), Fender Stratocaster i Telecaster. Wright: „Gdy Jerry nagrywał swoje partie, nabyliśmy wiele szalonych modeli gitar od różnych osób, mianowicie od Nancy Wilson z Heart, która jest kolekcjonerką. Miała tego małego Gibsona Lesa Paula Juniora, który jest fenomenalną gitarą, i był jednym z niewielu niegrzecznych chłopców, których użyliśmy na tej płycie. Więc była to tylko kwestia uzyskania różnych dźwięków z różnych gitar w razie potrzeby” .

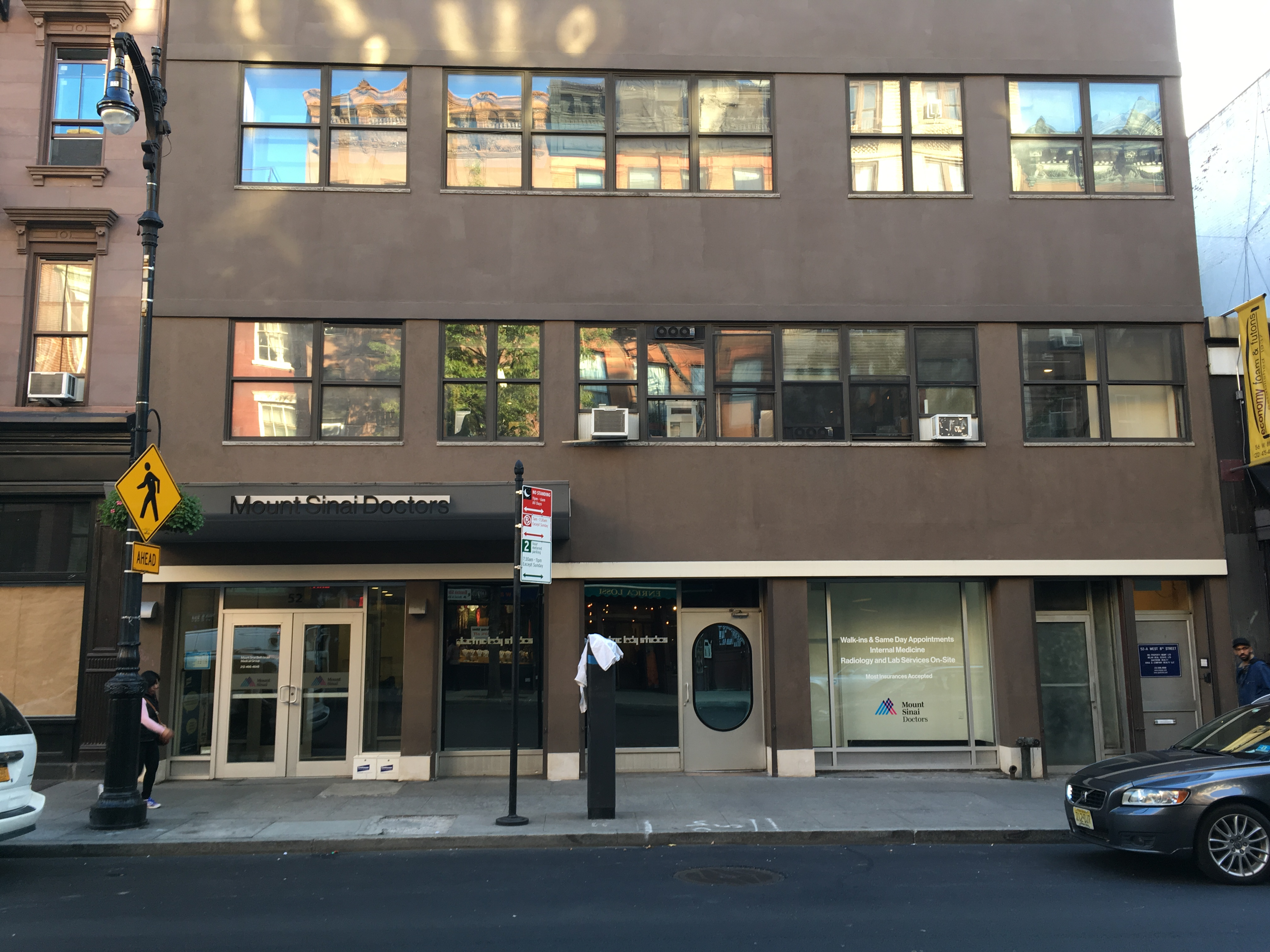
Electric Lady Studios, miejsce gdzie wykonano proces miksowania albumu

Staley korzystał z mikrofonu pojemnościowego Soundelux U95 nagrywając partie wokalne . Wright: „Kiedy Layne był w studiu nagrań, muzycznie był twórczy i świetnie się bawił. Pod względem liczby wokalnych zabiegów wymaganych na ścieżkę, zazwyczaj zależało to od danego utworu, ale na ogół było to jedno lub dwa podejścia” . Cantrell przyznał: „Layne jest niesamowity. Poszliśmy na zewnątrz i graliśmy w piłkę, kiedy on nagrywał partie wokalne. Po powrocie okazało się, że ma już gotowych pięć rewelacyjnych numerów. Toby posłuchał tego i powiedział: «nie mogę ci powiedzieć, żebyś cokolwiek zrobił w inny sposób»”. Producent podkreślał, że harmonie wokalne Staleya i Cantrella były „wyróżniające się”. „Mieli pewne zaufanie muzyczne między sobą, absolutnie. W mojej opinii byli jak Lennon/McCartney” . Swoje partie muzycy nagrywali osobno . Staley dużą część czasu spędzał na eksperymentowaniu z pomysłami na partie wokalne i harmonijne.
W trakcie sesji powstało w sumie dwadzieścia pięć utworów, z czego kilka w wersjach instrumentalnych. Proces miksowania Wright wykonał w nowojorskim Electric Lady Studios. Stephen Marcussen zajął się masteringiem w Marcussen Mastering Studio w Hollywood. Sesja została zakończona w sierpniu. Według Ineza „był to bardzo mroczny i smutny okres (…) To była zdecydowanie jedna z najtrudniejszych sesji nagraniowych w jakiej brałem udział”. Sam Hofstedt, pełniący obowiązki asystenta inżyniera dźwięku, przyznał, że sesja trwała dłużej niż pierwotnie zakładano. „Zespół przeszedł przez około siedemdziesiąt rolek na taśmę dwukolumnową. Prawdopodobnie budżet samych tylko taśm był większy niż dzisiejsze koszty związane z nagraniem całej płyty”. Zarządzająca grupą Susan Silver, z uwagi na zaawansowany stopień uzależnienia Staleya, proces nagrań opisała jako „naprawdę bolesny”. Jak zaznaczyła, sesja była wielokrotnie przerywana.

## Analiza

### Muzyka

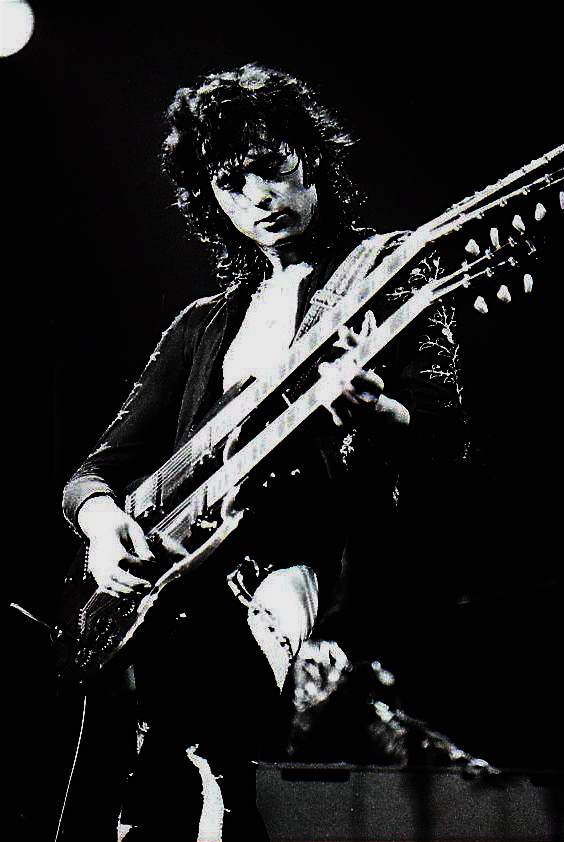
Styl gry Jimmy’ego Page’a miał istotny wpływ na Cantrella podczas prac nad albumem

Większość materiału została skomponowana przez Cantrella, Ineza i Kinneya w czasie, gdy odbywali próbne sesje poprzedzające wejście do studia. Ze względu na mroczny i przygnębiający klimat, album często uznawany jest za kontynuację nastroju panującego na Dirt z 1992. Na płycie dominują kompozycje oparte na niskim schemacie strojenia, kierując się bardziej w stronę doom metalu. Cechą dominującą są wolne i toporne gitarowe riffy, osadzone w „brudnym” grunge’owym brzmieniu, z elementami bluesa i rocka psychodelicznego. Warstwa muzyczna, w porównaniu do poprzednich wydawnictw zespołu, w mniejszym stopniu odwołuje się do tradycyjnego metalu. Alice in Chains charakteryzuje się większą liczbą różnorodnych rozwiązań względem tekstury, niejednokrotnie przypominając delikatniejsze, akustyczne brzmienia, kojarzone z minialbumów Sap i Jar of Flies.
Cantrell w wywiadzie dla magazynu „Guitar” odniósł się do poszczególnych kompozycji. Do zagrania charakterystycznego intra w „Brush Away”, muzyk użył modelu Fender Stratocaster, korzystając przy tym z efektu sprężenia i techniki gry slappingiem. Odnosząc się do „Sludge Factory” podkreślił, że utwór został skomponowany wcześniej. „Jest to kolejny riff, który wyszedł podczas sesji demo. Faktycznie jest on dość stary, ma może siedem lat, powstał gdy dopiero formowaliśmy zespół. Pochodzi z tego samego okresu co «Love, Hate, Love» (…) Prawdopodobnie dlatego brzmi tak brutalnie, ponieważ czekał siedem lat, aby trafić na płytę”. Na temat „Head Creeps” powiedział: „Layne to wymyślił, i jest to dobry pieprzony riff, który okazał się bardziej brutalny niż się spodziewałem”. „Shame in You” omówił w następujący sposób: „Pracowaliśmy razem z Mikiem i Seanem nad tym riffem na próbach od stycznia do marca (…) Jest tu otwarte stronie i występują fajne sekwencje akordów”. „So Close” podsumował: „Ostatni utwór który nagraliśmy. Nie dostał się on gdy dotarliśmy do końca procesu, byliśmy wypaleni i wykończeni. Ale słuchaliśmy go przez około tydzień i stwierdziliśmy, że powinniśmy go dodać. To był utwór, który czekał na tekst”. „Nothin’ Song” skomentował: „Jeden z utworów o otwartym strojeniu, który ma realny riff w stylu Page’a. Jedną z wielkich rzeczy na tej płycie dla mnie jest to, że duża ilość moich wpływów i inspiracji, wyszła na tym albumie w bardziej widoczny sposób niż kiedykolwiek wcześniej (…) Kiedy skończyliśmy nagrywać ten numer, wszyscy wykrzykiwali: «Brian May!»”. „Over Now” został skomponowany przez Cantrella, Ineza i Kinney podczas wczesnych prób. Jako intro do utworu posłużył fragment „Good Night” z repertuaru Teda Lewisa.
Jon Wiederhorn z „Rolling Stone’a”, odnosząc się do warstwy muzycznej napisał: „Brzmi jak złowieszczy wynik eksperymentu chemicznego obejmującego zarówno narkotyki, jak i psychodelikę. Śpiew Alice nadal zanurzany jest w mroku gwałtownych gitar i pulsującym basie, z tą różnicą, że tym razem to wszystko jest splecione warstwowymi, fluorescencyjnymi lizawkami i rosnącymi harmonijnymi wokalami”. Autor zaznaczył, że „Heaven Beside You”, „Shame in You”, „Frogs” i „Over Now”, ze względu na „folkowo-akustyczny segment, stanowią nawiązanie do Jar of Flies, łącząc przy tym klasyczne style rockowe pokroju The Allman Brothers Band, Cream i Crosby, Stills and Nash”.
Krzysztof Celiński z miesięcznika „Tylko Rock” podkreślił: „Otwierający płytę, obrazowo zatytułowany utwór «Grind», to niejako powrót do metalowych korzeni. Potężne brzmienie, oparte na super prostym riffie, zderza się z chaotyczną «kaczkowatą» gitarą”. „«Brush Away» jest aranżacyjnym połączeniem flangerowego brzmienia z niemal kotłującym się tłem, które charakteryzują „arabskie” zawirowania melodii. Solo gitary, niemal amatorskie w brzmieniu i wykonaniu, na żywo przypomina styl George’a Harrisona z odległych, beatlesowskich czasów”. „Over Now” autor opisał jako „bardziej typowy rock w gitarowym stylu Rolling Stonesów, a wokalnym… znowu Crosby, Stills and Nash. Rzecz brzmi najbardziej melodyjnie ze wszystkich utworów na płycie”.

### Teksty
| „Napisałem po prostu to co było w mojej głowie, te teksty są luźne. Pieprzyć to. Potrafię napisać dobrą muzykę, a jeśli czuję się dobrze i chce mi się śmiać, to się śmieję. W tych utworach nie ma jakiejś głębokiej podświadomości. To po prostu obraz tego co się dzieje w mojej głowie. Mieliśmy takie momenty kiedy było dobrze, ale mieliśmy też chwile kiedy było źle. Napisaliśmy po prostu o byciu człowiekiem przez kilka miesięcy.” – Layne Staley |

Warstwa liryczna, będąca w głównej mierze autorstwa Staleya, ma charakter depresyjny. Teksty napisane przez Cantrella koncentrują się na relacjach interpersonalnych, czego przykładem mogą być „Heaven Beside You” i „Over Now”. Jeden z dziennikarzy napisał: „Jeśli Dirt było dziennikiem cierpienia i złości spowodowanych nałogiem, zdradą i obłudą, to Alice in Chains dokumentuje przykre następstwa konfliktu, usiłowanie poskładania rozbitych kawałków”. Cantrell przyznał na łamach „Rolling Stone’a”: „Pozwoliliśmy temu całemu gównu wyjść na tym albumie. Było to często przygnębiające, a robienie tego było jak wyrywanie włosów, lecz była to najfajniejsza pieprzona rzecz i cieszę się, że przez to przeszedłem. Będę pielęgnować to wspomnienie na zawsze”. Niektóre teksty Staley pisał w studiu w trakcie sesji.
Steve Huey z AllMusic przyznał w swojej ocenie, że warstwa liryczna skupia się wokół takich tematów jak rozpacz, nieszczęście, samotność i rozczarowanie. Autor podkreślił, że „zostały one przedstawione w jeszcze bardziej przygnębiający sposób niż miało to miejsce wcześniej”. Jon Pareles z „The New York Timesa” napisał: „Na poprzednich wydawnictwach, Layne Staley i Jerry Cantrell, gitarzyści i główni kompozytorzy, specjalizowali się w socjopatologicznym nieszczęściu, pisaniu o rozpaczy, izolacji i narkomanii. Alice in Chains przenosi się z męki w nienawiść”. Dziennikarz zwrócił uwagę, że w tekście do „Shame in You” narrator „akceptuje część winy”, natomiast liryka „God Am” i „Nothin’ Song” koncentruje się wokół anomii nawiedzanej przez śmierć. Jon Wiederhorn z „Rolling Stone’a” zaznaczył, że album od strony tekstowej nie koncentruje się jedynie na narkomanii, lecz odnosi się także do bólu i bezradności, czego przykładem mogą być „Sludge Factory” i „Head Creeps”. Zdaniem Wiederhorna, „reszta utworów płynie bardziej wyraźnie, koncentrując się wokół obsesji, relacji interpersonalnych i śmierci”.
Liryka „Grind” odnosi się do środowiska dziennikarzy, którzy tworzyli na temat zespołu różnego rodzaju plotki, pisząc o przedwczesnej śmierci Staleya i Cantrella. Tekst do „Sludge Factory” opisuje sytuację, w której Don Ienner i Michele Anthony z wytwórni Columbia, naciskali na Staleya, tłumacząc, że „ma dziewięć dni na skończenie płyty”. „Again” opowiada o możliwości przebaczenia za popełnione wcześniej błędy. W tekście pojawiają się także odniesienia do zdrady najbliższej osoby. W rozmowie z „Guitar World” Cantrell przyznał: „Tak, ten album jest również lirycznie trudny. Nie mogę powiedzieć, że jest lepszy od poprzedniego, ale ten jest bardziej kąśliwy. Ma dużo więcej ironii”.

## Oprawa graficzna

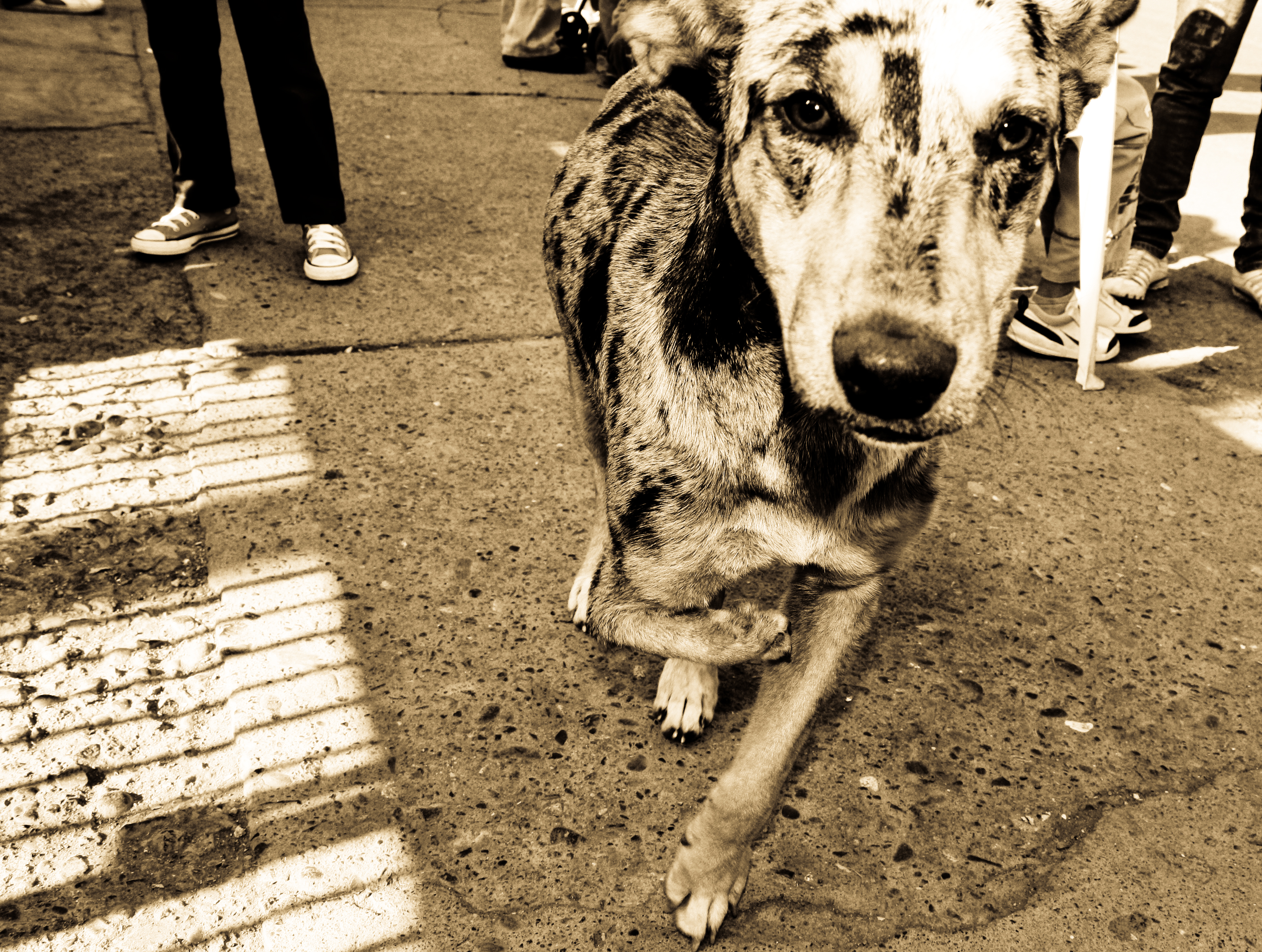
Pies imitujący zdjęcie okładki (2010)

Okładka albumu przedstawia suczkę na trzech łapach imieniem Sunshine, którą członkowie zespołu znaleźli w Los Angeles. Zdjęcie zostało zrobione 23 sierpnia przez Rocky’ego Schencka na placu zabaw nieopodal centrum miasta. Jak wspominał: „Wykonałem casting dla trzech trójnogich psów, a zespół zakończył wybieranie faksu jednego ze zgłoszonych zdjęć jako okładki. Ostatecznie zdjęcia które realizowaliśmy na placu zabaw, pojawiły się w pudełku box setu Music Bank”.
Zdjęcie trójnogiego psa jest bezpośrednim nawiązaniem do wydarzeń z młodzieńczych lat Kinneya. „Jako dzieciak roznosiłem gazety, i bez przerwy ganiał mnie pies z trzema nogami. Wołano na niego Tripod. Był naprawdę wredny. Chciałem nazwać płytę Tripod, ale koledzy się nie zgodzili”. W rozmowie z MTV Cantrell przyznał, że „[Kinney] ma tę powtarzającą się psychozę i wydaje mi się, że to zdarzenie z trójnogim psem o imieniu Tripod, który ścigał go jako dziecko, wciąż do niego wraca”.
Na tylnej stronie opakowania płyty zamieszczono fotografię przedstawiającą amerykańskiego artystę cyrkowego Franka Lentiniego, który z powodu choroby posiadał trzy nogi.

## Wydanie

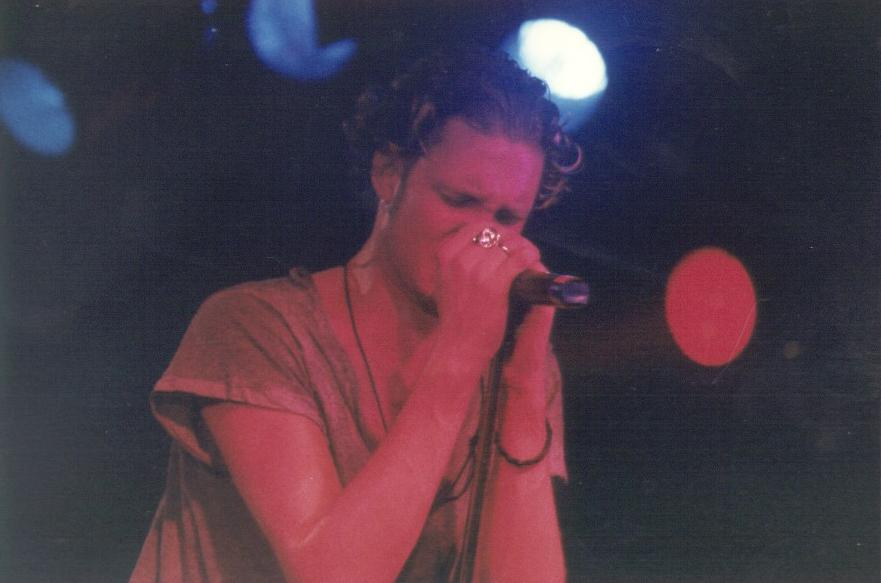
Alice in Chains jest ostatnim albumem studyjnym zespołu nagranym ze Staleyem w składzie

Premiera albumu o eponimicznej nazwie nastąpiła 7 listopada nakładem Columbia, choć niektóre źródła za datę wydania podają 3 listopada. Płyta znana jest również jako Tripod. Wydanie w formacie CD ukazało się w trzech różnych kolorach – fioletowym, żółto-zielonym i szarym . Album w formacie kasety opublikowano w dwóch kolorach . 12 grudnia Columbia w celach promocyjnych udostępniła mockument The Nona Tapes w reżyserii Schencka, przedstawiający losy początkującej dziennikarki Nony Weisbaum (granej przez Cantrella).
Ówczesny redaktor „Rolling Stone’a”, Jon Wiederhorn, którego recenzja albumu spodobała się muzykom, wyraził chęć napisania artykułu o zespole. W tym celu, na przełomie listopada i grudnia, udał się do Seattle, gdzie spotkał się z muzykami. Spędził wiele godzin na indywidualnych rozmowach z każdym z członków grupy, w tym ze Staleyem, który otwarcie przyznał się do nałogu. Po publikacji artykułu na początku 1996, wokalista poczuł się urażony jego treścią, uważając, że został w nim niesprawiedliwie przedstawiony. Wiederhorn utrzymywał, że artykuł przeredagowano i opublikowano bez jego wiedzy.
Alice in Chains promowany był przez trzy single – „Grind”, „Heaven Beside You” i „Again”  – które uplasowały się w pierwszej dziesiątce Album Rock Tracks. Do wszystkich zrealizowano teledyski. Magazyn „Spin” napisał: „Klipy Alice to takie minipodróże przez życie ćpuna, heroinowe uzależnienie i walka z nim to obraz poetyki, jaką buduje Layne, coś na podobieństwo syreniego śpiewu”.
21 listopada 1996, za pośrednictwem Sony Music, wydano w Japonii specjalną edycję albumu, wzbogaconą o dwa remiksy utworu „Again” autorstwa Pragi Khana.

## Odbiór

### Krytyczny
| AllMusic                      | [ 2 ]     |
| „Billboard”                   | korzystna |
| Encyclopedia of Popular Music | [ 42 ]    |
| „Entertainment Weekly”        | C         |
| „Kerrang!”                    | [ 3 ]     |
| „Metal Hammer”                | [ 44 ]    |
| „The New York Times”          | korzystna |
| „Q”                           | [ 45 ]    |
| „Rolling Stone”               | [ 26 ]    |
| Rolling Stone Album Guide     | [ 46 ]    |
| „Spin”                        | [ 4 ]     |
| „Tylko Rock”                  | [ 47 ]    |

Album otrzymał pochlebne, jak i bardziej krytyczne opinie. Steve Huey z AllMusic podkreślił w swojej recenzji, że jest to „najbardziej dojrzała płyta zespołu”. Autor zwrócił uwagę, że Alice in Chains charakteryzuje się mniejszą liczbą metalowych riffów, a większą różnorodnością rozwiązań względem tekstury, przypominających momentami te, cechujące minialbumy Sap i Jar of Flies. Paul Verna z tygodnika „Billboard” napisał: „Fani wczesnego Alice in Chains będą zachwyceni, aby dowiedzieć się, że zespół z Seattle powrócił do swojego znaku towarowego, czyli «brudnego» brzmienia, po bardziej melodyjnym terenie jakim był minialbum Jar of Flies”. Autor zaznaczył, że utwory takie jak „Grind”, „Brush Away”, „Sludge Factory” i „Shame in You”, charakteryzują „stary nowy” dźwięk. Verna podkreślił również, że momentami brzmienie albumu przypomina styl akustycznej gitary spod znaku grupy R.E.M. („Heaven Beside You”). Nisid Hajari z amerykańskiego tygodnika „Entertainment Weekly” wyraził krytyczną opinię, pisząc, że poza utworem „Head Creeps” (który określa jako „złowieszczy”), album nie wyróżnia się niczym szczególnym. Jason Arnopp z brytyjskiego „Kerrang!” napisał: „Jest to zapewne najmroczniejszy, najbardziej posępny album ze wszystkich trzech, wymagający kilku powtórnych przesłuchań, jeżeli chce się uzyskać jakąkolwiek perspektywę”.
Jon Pareles z „The New York Timesa” zauważył, że album w przeciwieństwie do surowych zakłóceń charakterystycznych dla muzyki grunge’owej, prezentuje wytyczone staranne warstwy. Brytyjski magazyn „Q” zwrócił uwagę na „gęste, szlifowane partie gitar i harmonie wokalne, przypominające późne lata 60.” Jon Wiederhorn z „Rolling Stone’a” napisał: „Alice in Chains w porównaniu do poprzednich wydawnictw, które wydawały się nieco usidlone w formule grunge-metalu, wynalazł nową, ten album jest wyzwalający i pouczający. Jeśli Jar of Flies był kluczem, który otworzył potencjał twórczy grupy, to nowa płyta jest muzycznym odrodzeniem. Co tak naprawdę sprawia, że Alice in Chains poprzez swoje przejmujące wypowiedzi artystyczne są zespołem niezachwianym jeśli chodzi o szczerość (…) Alice in Chains doszli do następującego wniosku: Podczas gdy przeżycie jest lepsze od zapomnienia, to ból i istnienie pozostają nierozłączni”. Gina Arnold z magazynu „Spin” przyznała: „Alice in Chains zaprzecza mrokowi i wygładzonej melodii, która w przeszłości przyniosła spore melodyjne przeboje takie jak «Rooster» czy «No Excuses». Zamiast tego, utwory «Grind», «Head Creeps» i «God Am», polegają w całości na surowych, jednowymiarowych riffach, średnich tempach i głośnym śpiewie Staleya. W samym sobie, brzmienie albumu to mieszanka Dirt z Jar of Flies, ale żaden z utworów nie przemierza w centrum energii słuchacza jak «Them Bones»”. Krzysztof Celiński z „Tylko Rocka”, napisał w swojej recenzji: „Ostatnia studyjna płyta Alice to dalsza «destylacja» charakterystycznych brzmień i aranżacji. Nie jest to jednak tylko cyzelowanie własnej stylistycznej niszy. Alice in Chains jest też wyraźnym krokiem ku upoetycznieniu ciągle mrocznych tekstów grupy”.

### Komercyjny
W pierwszym tygodniu od premiery, Alice in Chains uzyskał w Stanach Zjednoczonych nakład sprzedaży na poziomie 189 tys. egzemplarzy. 25 listopada 1995 zadebiutował na 1. miejscu w zestawieniu Billboard 200, na którym utrzymał się przez tydzień. Łącznie na liście notowany był przez 46 tygodni. W Australii i Kanadzie album uplasował się w pierwszej dziesiątce, zajmując 5. lokatę notowań przygotowywanych przez ARIA Charts i magazyn RPM. 30 listopada pokrył się złotem w Kanadzie. 2 stycznia 1996 uzyskał status platynowej płyty w Stanach Zjednoczonych. 18 stycznia otrzymał certyfikat platyny w Kanadzie, po przekroczeniu progu 100 tys. sprzedanych kopii. 2 marca 1997 pokrył się 2-krotną platyną w Stanach, za sprzedaż ponad 2 milionów egzemplarzy. Certyfikat został przyznany przez zrzeszenie amerykańskich wydawców muzyki Recording Industry Association of America.

### Nagrody i nominacje
Kompozycje „Grind” i „Again” otrzymały kolejno w 1996 i 1997 wyróżnienia w postaci nominacji do nagrody Grammy w kategorii Best Hard Rock Performance. Podczas gali MTV Video Music Award, która odbyła się 4 września 1996 w Radio City Music Hall, teledysk do „Again” uzyskał nominację w kategorii Best Hard Rock Video.

### Zestawienia
| Rok  | Tytuł                                            | Publikacja      | Pozycja |
| ---- | ------------------------------------------------ | --------------- | ------- |
| 1995 | „25 najlepszych albumów 1995 roku”               | „Kerrang!”      | 14      |
| 1995 | „Najlepsze albumy 1995 roku”                     | „Rolling Stone” | 4       |
| 2011 | „10 najlepszych albumów 1995 roku”               | „Guitar World”  | 2       |
| 2015 | „10 najlepszych hardrockowych albumów 1995 roku” | Loudwire        | 2       |

## Promocja

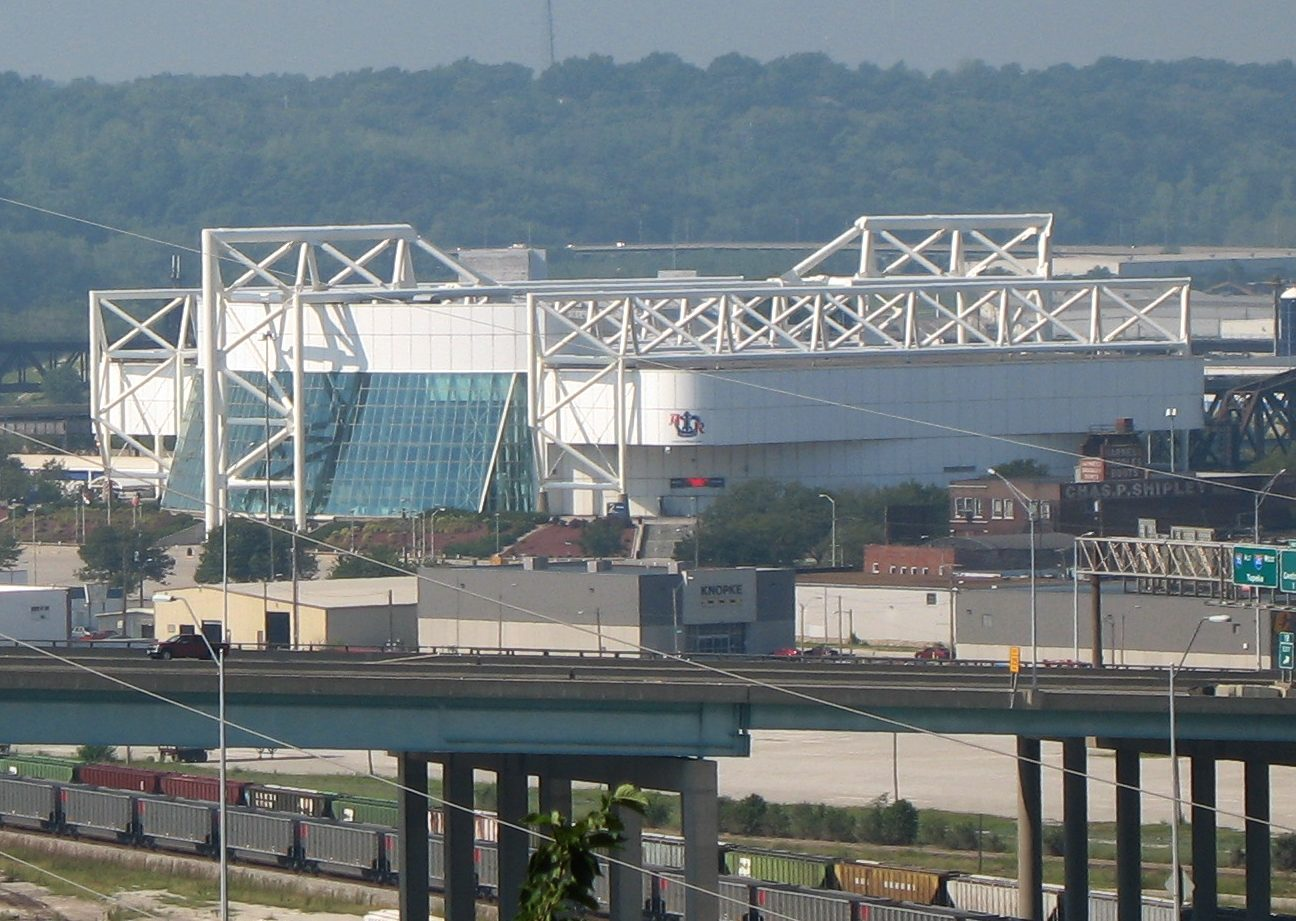
Kemper Arena, miejsce ostatniego koncertu zespołu ze Staleyem

Mimo pochlebnych recenzji, zespół zrezygnował z trasy promującej album. Powodem takiej decyzji był zły stan zdrowia wokalisty Layne’a Staleya, silnie uzależnionego od heroiny. 10 kwietnia 1996 członkowie zespołu zagrali pierwszy koncert od 7 stycznia 1994. Występ odbył się w Majestic Theatre w Brooklyn Academy of Music w ramach cyklu MTV Unplugged. 30 lipca zapis koncertu został wydany na albumie Unplugged.
20 kwietnia muzycy wykonali „Again” w programie telewizyjnym Saturday Night Special. 10 maja zespół zagrał w programie Late Show with David Letterman, prezentując skrócone wersje „Again” i „We Die Young”. 20 maja muzycy rozpoczęli w Moore Theatre próby mające na celu przygotowanie się do wspólnej trasy koncertowej z zespołem Kiss. Staley początkowo nie był przychylny powrotowi na scenę i odmówił, jednak ostatecznie zgodził się na udział w trasie. Rozpoczęła się ona 28 czerwca i objęła jedynie cztery występy. Miało to związek ze złym stanem zdrowia wokalisty, który w owym czasie był silnie uzależniony od heroiny. Na scenie występował w czarnych okularach i rękawiczkach, które zakrywały nakłucia po igłach . Po koncercie, który odbył się 3 lipca w Kemper Arena w Kansas City, trafił do miejscowego szpitala, w związku z problemami zdrowotnymi powstałymi na skutek długoletniego uzależnienia. Silver: „Wyszłam z hotelu i miałam rano lecieć do Seattle z Kansas. Chłopaki jechali na lotnisko autobusem. Kiedy wylądowałam, dostałam informację, że nie mogą ocucić Layne’a. Skończyło się na wizycie w szpitalu w Kansas”.

## Lista utworów
| Edycja podstawowa | Edycja podstawowa   | Edycja podstawowa                                 | Edycja podstawowa |
| Nr                | Tytuł utworu        | Autorzy                                           | Długość           |
| ----------------- | ------------------- | ------------------------------------------------- | ----------------- |
| 1.                | „Grind”             | Jerry Cantrell                                    | 4:45              |
| 2.                | „Brush Away”        | Layne Staley • Cantrell • Mike Inez • Sean Kinney | 3:22              |
| 3.                | „Sludge Factory”    | Staley • Cantrell • Kinney                        | 7:12              |
| 4.                | „Heaven Beside You” | Cantrell • Inez                                   | 5:27              |
| 5.                | „Head Creeps”       | Staley                                            | 6:29              |
| 6.                | „Again”             | Staley • Cantrell                                 | 4:05              |
| 7.                | „Shame in You”      | Staley • Cantrell • Inez • Kinney                 | 5:35              |
| 8.                | „God Am”            | Staley • Cantrell • Inez • Kinney                 | 4:08              |
| 9.                | „So Close”          | Staley • Cantrell • Kinney                        | 2:45              |
| 10.               | „Nothin’ Song”      | Staley • Cantrell • Kinney                        | 5:40              |
| 11.               | „Frogs”             | Staley • Cantrell • Kinney                        | 8:20              |
| 12.               | „Over Now”          | Cantrell • Kinney                                 | 7:03              |
|                   |                     |                                                   | 1:04:51           |

| Edycja japońska | Edycja japońska              | Edycja japońska                   | Edycja japońska |
| Nr              | Tytuł utworu                 | Autorzy                           | Długość         |
| --------------- | ---------------------------- | --------------------------------- | --------------- |
| 1.              | „Grind”                      | Cantrell                          | 4:45            |
| 2.              | „Brush Away”                 | Staley • Cantrell • Inez • Kinney | 3:22            |
| 3.              | „Sludge Factory”             | Staley • Cantrell • Kinney        | 7:12            |
| 4.              | „Heaven Beside You”          | Cantrell • Inez                   | 5:27            |
| 5.              | „Head Creeps”                | Staley                            | 6:29            |
| 6.              | „Again”                      | Staley • Cantrell                 | 4:05            |
| 7.              | „Shame in You”               | Staley • Cantrell • Inez • Kinney | 5:35            |
| 8.              | „God Am”                     | Staley • Cantrell • Inez • Kinney | 4:08            |
| 9.              | „So Close”                   | Staley • Cantrell • Kinney        | 2:45            |
| 10.             | „Nothin’ Song”               | Staley • Cantrell • Kinney        | 5:40            |
| 11.             | „Frogs”                      | Staley • Cantrell • Kinney        | 8:20            |
| 12.             | „Over Now”                   | Cantrell • Kinney                 | 7:03            |
| 13.             | „Again” (Tattoo of Pain Mix) | Staley • Cantrell                 | 4:01            |
| 14.             | „Again” (Jungle Mix)         | Staley • Cantrell                 | 4:01            |
|                 |                              |                                   | 1:12:53         |

## Personel
Opracowano na podstawie materiału źródłowego:
|  | Alice in Chains - Layne Staley – śpiew, gitara rytmiczna („Brush Away” i „Head Creeps”), wokal wspierający - Jerry Cantrell – śpiew, gitara rytmiczna, gitara prowadząca, gitara akustyczna („Heaven Beside You”, „Frogs”, „Over Now”), wokal wspierający - Mike Inez – gitara basowa, wokal wspierający („Again”) - Sean Kinney – perkusja | Produkcja - Producent muzyczny: Toby Wright - Inżynier dźwięku: Toby Wright, Tom Nellen, asystent: Sam Hofstedt - Miksowanie: Toby Wright w Electric Lady Studios, Nowy Jork, asystent: John Seymour - Mastering: Stephen Marcussen w Marcussen Mastering Studio, Hollywood - Asystent techniczny: Darrell Peters, Walter Gemienhardt - Koordynator prac w studio: Kevan Wilkins - Menadżer produkcji: Peter Hetcher Oprawa graficzna - Dyrektor artystyczny: Mary Maurer - Design: Doug Erb - Zdjęcia: Rob Bloch, Rocky Schenck Management - Management: Susan Silver |

## Pozycje na listach i certyfikaty
| Lista (1995)                                    | Pozycja |
| ----------------------------------------------- | ------- |
| Billboard 200 (Stany Zjednoczone)               | 1       |
| Dutch Album Top 100 (Holandia)                  | 75      |
| NZ Top 40 Albums Chart (Nowa Zelandia)          | 28      |
| Official Albums Chart Top 100 (Wielka Brytania) | 37      |
| Offizielle Top 100 Album (Niemcy)               | 93      |
| Oricon Albums Chart (Japonia)                   | 96      |
| RPM 100 Albums (Kanada)                         | 5       |
| Suomen virallinen lista (Finlandia)             | 13      |
| Top 50 Albums (Australia)                       | 5       |
| Topp 40 Album (Norwegia)                        | 11      |
| Topplistan (Szwecja)                            | 11      |

| Państwo                  | Certyfikat         | Sprzedaż   |
| ------------------------ | ------------------ | ---------- |
| Kanada (MC)              | platynowa płyta    | 100 000+   |
| Stany Zjednoczone (RIAA) | 2× platynowa płyta | 2 000 000+ |

### Single
| Rok                                             | Singel              | Najwyższa pozycja | Najwyższa pozycja     | Najwyższa pozycja      | Najwyższa pozycja |
| Rok                                             | Singel              | Hot 100           | USA Album Rock Tracks | USA Modern Rock Tracks | GBR               |
| ----------------------------------------------- | ------------------- | ----------------- | --------------------- | ---------------------- | ----------------- |
| 1995                                            | „Grind”             | –                 | 7                     | 18                     | 23                |
| 1996                                            | „Heaven Beside You” | 52                | 3                     | 6                      | 35                |
| 1996                                            | „Again”             | –                 | 8                     | 36                     | –                 |
| „–” oznacza, że singel nie dostał się na listę. |                     |                   |                       |                        |                   |